# Светско првенство у даљинском пливању 2015 — 5 км за мушкарце
Пливачки маратон на 5 километара за мушкарце у оквиру Светског првенства у воденим спортовима 2015. одржан је 25. јула на пливалишту на реци Казањки у Казању (Русија).
За такмичење су пријављена 52 пливача из 32 светске земље. Титулу из 2013. није бранио Тунишанин Усама Мелули.
Нови светски првак постао је Јужноафриканац Чад Хо који је у фотофинишу трке био бољи од Роба Муфелса из Немачке. Хо је тако постао први јужноафрички пливач у историји светских шампионата који је освојио златну медаљу у дисциплини на отвореном. Бронзану медаљу освојио је Италијан Матео Фурлан.

## Освајачи медаља
|              | Резултат |                  | Резултат |                    | Резултат |
|              |          |                  |          |                    |          |
| Чад Хо (RSA) | 55:17,6  | Роб Муфелс (GER) | 55:17,6  | Матео Фурлан (ITA) | 55:20,0  |

## Земље учеснице
Укупно 32 земље су пријавиле своје учешће у овој дисциплини, односно учествовала су укупно 52 пливача. Свака држава може да пријави максимално два такмичара по дисциплини.
| - Аустралија (2) - Боливија (1) - Бразил (2) - Велика Британија (2) - Венецуела (1) - Гватемала (1) - Грчка (1) - Еквадор (2) | - Израел (2) - Индонезија (1) - Италија (2) - Јужна Африка (2) - Казахстан (2) - Кина (2) - Костарика (1) - Мађарска (2) | - Мексико (2) - Немачка (2) - Перу (1) - Португал (1) - Русија (2) - САД (2) - Словачка (1) - Србија (1) | - Судан (2) - УАЕ (1) - Украјина (2) - Француска (2) - Хонгконг (2) - Хрватска (1) - Чешка (2) - Шпанија (2) |

## Резултати
Три такмичара од првобитно пријављених нису се појавила на старту трке, док су оба представника Судана због превеликог временског заостатка дисквалификована.
| Пласман | Пливач              | Држава           | Резултат      |
| ------- | ------------------- | ---------------- | ------------- |
|         | Чад Хо              | Јужна Африка     | 55:17,6       |
| 2       | Роб Муфелс          | Немачка          | 55:17,6       |
| 3       | Матео Фурлан        | Италија          | 55:20,0       |
| 04.     | Јевгениј Дратцев    | Русија           | 55:20,4       |
| 05.     | Флоријан Велброк    | Немачка          | 55:20,6       |
| 06.     | Дејвид Херон        | САД              | 55:20,7       |
| 07.     | Келеб Хугис         | Велика Британија | 55:21,9       |
| 08.     | Марио Санцуло       | Италија          | 55:22,7       |
| 09.     | Виктор Колонезе     | Бразил           | 55:24,4       |
| 10.     | Антонио Аројо       | Шпанија          | 55:24,6       |
| 11.     | Алекс Мајер         | САД              | 55:25,3       |
| 12.     | Сергеј Бољшаков     | Русија           | 55:25,3       |
| 13.     | Марк Пап            | Мађарска         | 55:25,3       |
| 14.     | Самуел де Бона      | Бразил           | 55:25,9       |
| 15.     | Иван Ендерика Очоа  | Еквадор          | 55:26,3       |
| 16.     | Нико Манусакис      | Јужна Африка     | 55:26,5       |
| 17.     | Давид Обри          | Француска        | 55:28,5       |
| 18.     | Јан Кутник          | Чешка            | 55:28,8       |
| 19.     | Данијел Секељи      | Мађарска         | 55:28,9       |
| 20.     | Џерод Порт          | Аустралија       | 55:31,1       |
| 21.     | Игор Снитко         | Украјина         | 55:31,7       |
| 22.     | Аксел Рејмонд       | Француска        | 55:31,8       |
| 23.     | Том Ален            | Велика Британија | 55:32,0       |
| 24.     | Игор Червински      | Украјина         | 55:32,2       |
| 25.     | Сантијаго Ендерика  | Еквадор          | 55:32,3       |
| 26.     | Јувал Сафра         | Израел           | 55:33,2       |
| 27.     | Адониос Фокаидис    | Грчка            | 55:33,6       |
| 28.     | Васко Гаспар        | Португал         | 55:36,4       |
| 29.     | Вит Ингедулд        | Чешка            | 55:38,5       |
| 30.     | Тамаш Фаркаш        | Србија           | 55:38,6       |
| 31.     | Густаво Гутијерез   | Перу             | 55:46,6       |
| 32.     | Сем Шепард          | Аустралија       | 55:53,6       |
| 33.     | Вилдер Карењо       | Венецуела        | 56:04,3       |
| 34.     | Шај Толедано        | Израел           | 56:06,0       |
| 35.     | Јанг Ђинтунг        | Кина             | 56:07,6       |
| 36.     | Фернандо Бетанзос   | Мексико          | 58:25,7       |
| 37.     | Ланг Јуенпенг       | Кина             | 59:42,8       |
| 38.     | Кенесари Кененбајев | Казахстан        | 59:47,0       |
| 39.     | Кристијан Тирадо    | Мексико          | 59:47,8       |
| 40.     | Валтер Кабаљеро     | Боливија         | 59:50,8       |
| 41.     | Авила Емилијо       | Гватемала        | 1:00:31,2     |
| 42.     | Тимур Абжанов       | Казахстан        | 1:01:54,2     |
| 43.     | Кван Хо Јин         | Хонгконг         | 1:02:42,7     |
| 44.     | Кристофер Лануза    | Костарика        | 1:02:49,1     |
| 45.     | Марек Павук         | Словачка         | 1:02:49,4     |
| 46.     | Це Ц Фунг           | Хонгконг         | 1:03:10,3     |
| 47.     | Абдула ал Балуши    | UAE              | 1:09:39,3     |
| ×       | Амгад Елсафлаве     | Судан            | Без резултата |
| ×       | Ахмед Адам          | Судан            | Без резултата |
| ×       | Ектор Руиз          | Шпанија          | Није наступио |
| ×       | Иван Шитић          | Хрватска         | Није наступио |
| ×       | Рики Ангавиџаја     | Индонезија       | Није наступио |